# Thonny
Thonny - це інтегроване середовище розробки для Python, призначене для початківців. Воно підтримує різні способи покрокового виконання коду, покрокове обчислення виразів, детальну візуалізацію стеку викликів і режим пояснень концепцій посилань та купа.

## Особливості
- Номери рядків
- Покрокове виконання виразів без точок зупину
- Живі змінні під час відлагоджування
- Поетапне обчислення виразів (вирази замінюються їх значеннями)
- Окремі вікна для виконання викликів функцій (для пояснення локальних змінних і стека викликів)
- Змінні і пам'ять можуть бути пояснені або за допомогою спрощеної моделі (ім'я → значення), або з використанням більш реалістичної моделі (ім'я → адреса/ідентифікатор → значення)
- Простий графічний інтерфейс менеджера пакетів pip
- Можливість реєструвати дії користувача для відтворення або аналізу процесу програмування.

## Доступність
Програма працює на Windows, MacOS і Linux.  Вона доступна у вигляді бінарного пакету, включаючи актуальну версію інтерпретатора Python, або пакету, що встановлюється з допомогою pip . Його можна встановити через менеджер пакетів операцінної системи на Debian, Raspberry Pi, Ubuntu і Fedora.

## Відгуки
Thonny отримав позитивні відгуки від спільноти розробників Python та освіти в області комп'ютерних наук.  Це був рекомендований інструмент в декількох курсах програмування МООС .  З червня 2017 року він за замовчуванню включений до офіційного дистрибутиву Raspberry Pi .